# Robert Sobera
Robert Sobera (Breslavia, 19 gennaio 1991) è un astista polacco.

## Palmarès
| Anno | Manifestazione    | Sede           | Evento           | Risultato      | Prestazione | Note                          |
| ---- | ----------------- | -------------- | ---------------- | -------------- | ----------- | ----------------------------- |
| 2009 | Europei juniores  | Novi Sad       | Salto con l'asta | Finale         | nm          |                               |
| 2010 | Mondiali juniores | Moncton        | Salto con l'asta | 4º             | 5,30 m      |                               |
| 2011 | Europei under 23  | Ostrava        | Salto con l'asta | 11º            | 5,20 m      |                               |
| 2013 | Europei indoor    | Göteborg       | Salto con l'asta | 6º             | 5,71 m      | Miglior prestazione personale |
| 2013 | Europei under 23  | Tampere        | Salto con l'asta | Argento        | 5,60 m      |                               |
| 2013 | Mondiali          | Mosca          | Salto con l'asta | nm (q)         | nm (q)      |                               |
| 2014 | Mondiali indoor   | Sopot          | Salto con l'asta | 6º             | 5,65 m      |                               |
| 2014 | Europei           | Zurigo         | Salto con l'asta | Finale         | nm          |                               |
| 2015 | Europei indoor    | Praga          | Salto con l'asta | 4º             | 5,80 m      |                               |
| 2015 | Universiadi       | Gwangju        | Salto con l'asta | Bronzo         | 5,50 m      |                               |
| 2015 | Mondiali          | Pechino        | Salto con l'asta | 15º            | 5,50 m      |                               |
| 2016 | Mondiali indoor   | Portland       | Salto con l'asta | 6º             | 5,65 m      |                               |
| 2016 | Europei           | Amsterdam      | Salto con l'asta | Oro            | 5,60 m      |                               |
| 2016 | Giochi olimpici   | Rio de Janeiro | Salto con l'asta | 13º (q)        | 5,60 m      |                               |
| 2017 | Universiadi       | Taipei         | Salto con l'asta | nm (q)         | nm (q)      |                               |
| 2018 | Europei           | Berlino        | Salto con l'asta | 25º (q)        | 5,36 m      |                               |
| 2019 | Europei indoor    | Glasgow        | Salto con l'asta | 10º (q)        | 5,50 m      |                               |
| 2019 | Mondiali          | Doha           | Salto con l'asta | 19º (q)        | 5,60 m      |                               |
| 2021 | Europei indoor    | Toruń          | Salto con l'asta | 7º             | 5,50 m      |                               |
| 2021 | Giochi olimpici   | Tokyo          | Salto con l'asta | 15º (q)        | 5,65 m      |                               |
| 2022 | Mondiali          | Eugene         | Salto con l'asta | 24º (q)        | 5,50 m      |                               |
| 2022 | Europei           | Monaco         | Salto con l'asta | 15º (q)        | 5,50 m      |                               |
| 2023 | Mondiali          | Budapest       | Salto con l'asta | 12º            | 5,55 m      |                               |
| 2024 | Europei           | Roma           | Salto con l'asta | Qualificazione | nm          |                               |
| 2024 | Giochi olimpici   | Parigi         | Salto con l'asta | 15º (q)        | 5,60 m      |                               |
| 2025 | Europei indoor    | Apeldoorn      | Salto con l'asta | 15º (q)        | 5,45 m      |                               |

## Altre competizioni internazionali
2021
- Campionati europei a squadre di atletica leggera ( Chorzów)